# Yvonne Gómez
Yvonne Gómez Muñoz (São Francisco, Califórnia, 19 de dezembro de 1966) é uma ex-patinadora artística hispano-americana que competiu internacionalmente para a Espanha e pelos Estados Unidos. Ela representou a Espanha em 1988 nos Jogos Olímpicos de Inverno, onde ela terminou na 18.ª posição.

## Principais resultados
| Resultados                                            | Resultados       | Resultados    | Resultados        | Resultados    | Resultados    | Resultados    | Resultados    | Resultados    | Resultados    | Resultados    | Resultados    | Resultados    |
| Internacional                                         | Internacional    | Internacional | Internacional     | Internacional | Internacional | Internacional | Internacional | Internacional | Internacional | Internacional | Internacional | Internacional |
| Evento/Temporada                                      | 1982– 1983       | 1983– 1984    |                   | 1987– 1988    |               |               |               |               |               |               |               |               |
| ----------------------------------------------------- | ---------------- | ------------- | ----------------- | ------------- | ------------- | ------------- | ------------- | ------------- | ------------- | ------------- | ------------- | ------------- |
| Jogos Olímpicos                                       |                  |               | 18.ª              |               |               |               |               |               |               |               |               |               |
| Universíada                                           |                  |               | Medalha de bronze |               |               |               |               |               |               |               |               |               |
| Nacional                                              |                  |               |                   |               |               |               |               |               |               |               |               |               |
| Campeonato dos Estados Unidos                         |                  | 8.ª           |                   |               |               |               |               |               |               |               |               |               |
| Campeonato dos Estados Unidos – Júnior                | Medalha de prata |               |                   |               |               |               |               |               |               |               |               |               |
|                                                       |                  |               |                   |               |               |               |               |               |               |               |               |               |
| Legenda: Competição não foi disputada nesta temporada |                  |               |                   |               |               |               |               |               |               |               |               |               |